# Fila Decathlon
Fila Decathlon est un jeu vidéo de sport développé par Athletic Design AB et édité par THQ, sorti en 2002 sur Game Boy Advance.

## Système de jeu
Fila Decathlon propose de pratiquer les différents épreuves athlétiques du décathlon : 100 mètres, saut en longueur, lancer du poids, saut en hauteur, 400 mètres, 110 mètres haies, lancer du disque, saut à la perche, lancer du javelot et 1 500 mètres

## Accueil
- Gamekult : 5/10[1]
- Jeuxvideo.com : 13/20[2]